# Гётеанум
Гётеа́нум (лат. Goetheanum) — всемирный центр Антропософского движения, расположенный в швейцарском городе Дорнах и названный в честь Иоганна Вольфганга фон Гёте. 
Памятник «органической архитектуры» 1920-х годов, по мысли спроектировавшего здание Рудольфа Штейнера, должен был представлять собой модель Вселенной. 
По проектам Штейнера в Дорнахе и его окрестностях построены ещё 12 зданий, так или иначе имеющих отношение к деятельности Антропософского общества.

## Первый Гётеанум
Первый Гётеанум строился в 1913—1919 гг. из дерева и бетона как образец гармонического сращения различных видов искусства («гезамткунстверк», нем. Gesamtkunstwerk). Изначально здание предназначалось для проведения летних театрализованных представлений под эгидой Антропософского общества во главе с доктором Штейнером.
Хотя строительство пришлось на годы Первой мировой войны, колонию художников, которая возникла рядом со стройплощадкой, составляли представители обеих воюющих сторон. Из деятелей Серебряного века в возведении Гётеанума принимали участие Андрей Белый со своей женой Асей, Максимилиан Волошин со своей женой Маргаритой (расписывала купол).
Штейнер принципиально отказался как от имитации природных форм (что было распространено в эпоху модерна), так и от мертворождённых геометрических конструкций. Ради вящей гармонии он спроектировал здание без прямых углов, для стёсывания которых были приглашены местные лодочные мастера. Все элементы Гётеанума были наделены символическим смыслом. Скульптурное убранство иллюстрировало метаморфозы человеческого духа, а росписи и фризы — его поступательное развитие.
Это уникальное здание было уничтожено в ночь с 31 декабря 1922 на 1 января 1923 года поджогом, в котором бездоказательно обвиняли часовых дел мастера Отта — сторонника другого извода антропософской доктрины. Курт Тухольский пошутил по этому поводу: «Штейнереанум казался каменным, но обратился в пепел за ночь, ибо был сколочен из гипса и досок — как и само учение».

## Второй Гётеанум
Сгоревшее здание оказалось застрахованным на сумму 3,2 млн. франков, что позволило Штейнеру уже в 1923 году приступить к проектированию нового Гётеанума, на этот раз из бетона, а ещё через год начать строительные работы. Возведение здания было окончено через четыре года, когда Штейнера уже не было в живых. 
Второй Гётеанум, как и его предшественник, обладает текучими органическими формами. Породы дерева Штейнер выбирал таким образом, чтобы «ощущались вибрации всех искусств». В интерьере господствует зал, рассчитанный на более чем 1000 мест. В послевоенное время он дважды подвергался реконструкции, при этом в неприкосновенности остались витражи штейнеровского времени.
Высокую оценку новаторскому зданию из железобетона, но без прямых углов дали посещавшие его архитекторы Анри ван де Велде, Фрэнк Ллойд Райт, Ганс Шарун, Фрэнк Гери. Гётеанум объявлен швейцарскими властями памятником истории и культуры.

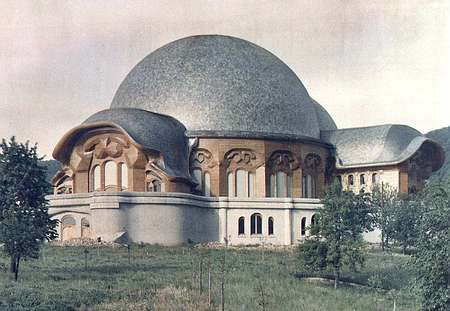
Первый Гётеанум
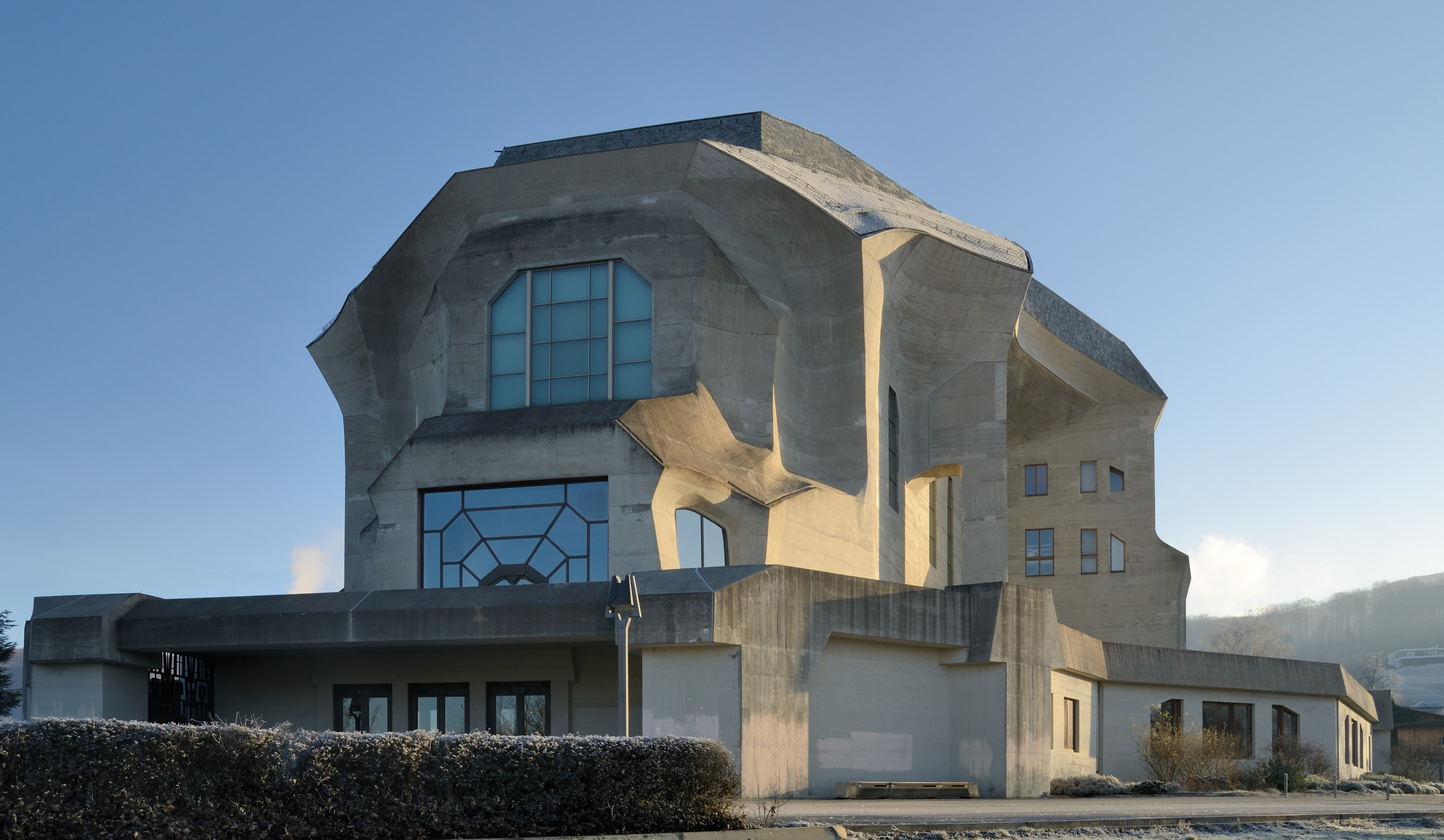
Второй Гётеанум
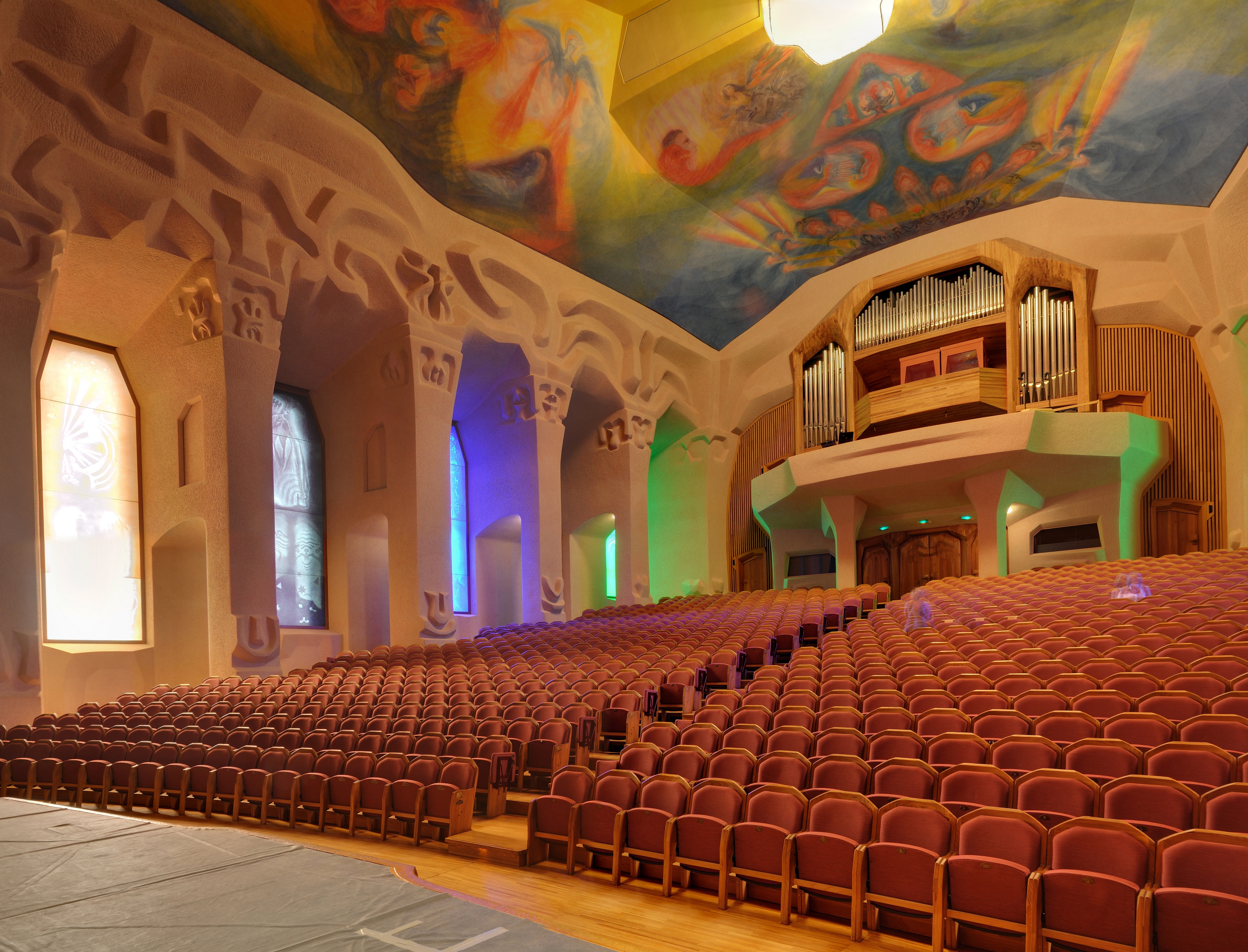
Интерьер Гётеанума после реконструкции конца 1990-х годов: росписи и форма колонн в целом следуют традиции
- Гётеанум. Видеообзор